# Paspalum trinii
Paspalum trinii är en gräsart som beskrevs av Jason Richard Swallen. Paspalum trinii ingår i släktet tvillinghirser, och familjen gräs. Inga underarter finns listade i Catalogue of Life.